# Sycophila paucipunctata
Sycophila paucipunctata är en stekelart som först beskrevs av Girault 1915.  Sycophila paucipunctata ingår i släktet Sycophila och familjen kragglanssteklar. Inga underarter finns listade i Catalogue of Life.